# Диасамидзе, Александр Николаевич
Александр (Сандро) Николаевич Диасамидзе (псевд. (Брилели) род. 1872 - ум. 1941) — грузинский врач, публицист и общественный деятель, член Социал-федералистской партии, второй председатель Парижского грузинского общества. Сын Николоза (Нико) Диасамидзе, брат Григола Диасамидзе. Александр Диасамидзе был одним из тех студентов, которым Акакий Церетели посвятил «Баши-Ачуки».

## Семья и образование

### Ранние годы
Родился в 1872 году в городе Тбилиси. Его дед, Давид Диасамидзе, был предводителем дворянства Горийского уезда, а отец, Николоз Диасамидзе, являлся общественным деятелем. Александр был вторым сыном в семье, вместе с ним росли братья: Григорий (1870-1960); Михаил (1875-1948); Давид (1876-1952); Константин (1878-1956); Дмитрий (1881-1924); Леван (1882-1964).

### Образование
Среднее образование получил в Первой мужской гимназии Тбилиси, после чего поступил на медицинский факультет Московского университета. В 1898 году, после окончания университета, уехал в Париж, где работал в клиниках дерматологии и венерологии. Там же окончил платные курсы по венерологии и дерматологии. Работал в различных клиниках Парижа, жил в эмигрантском районе и в этот период сблизился с нелегальными революционными кругами, познакомился с Жаном Жоресом, Ришаром и Себастьяном Фором.

## Общественная деятельность
С 1899 года Александр Диасамидзе являлся действительным членом «Общества по распространению грамотности среди грузин» и активно участвовал в работе общества. 10 сентября 1911 года он пожертвовал Обществу по распространению грамотности среди грузин членский взнос за три года в размере 9 рублей.

### Революционная деятельность
Александр Диасамидзе был одним из авторов идеи нелегального ввоза оружия в Грузию в период революции 1905 года. Революционеры, боровшиеся против Российской империи, остро нуждались в оружии. Диасамидзе сыграл важную роль в организации закупки и транспортировки оружия. По плану Александра Диасамидзе, закупка оружия, необходимого для революции 1905 года, была осуществлена в Амстердаме. Затем корабль, загруженный оружием, направился в Поти.

### Поверенный на дуэли Илии Чавчавадзе
18 июня 1905 года на собрании Дворянско-земельного банка Тифлиса за нанесенное оскорбление Илья Чавчавадзе вызвал на дуэль Михаила Везиришвили и отправил к нему поверенных — Михаила Багратион-Грузинского и Давида Джорджадзе. Везиришвили принял вызов и назначил своими поверенными Александра Кобиашвили и Александра Диасамидзе. Александру Диасамидзе удалось убедить Михаила и добиться от него извинений за то, что он "не имел в виду проявить неуважение к Илье Чавчавадзе". Стороны примирились, и поверенные — Михаил Грузинский, Давид Джорджадзе, Александр Кобиашвили и Александр Диасамидзе — составили протокол.

### Ложа "Кавказская"

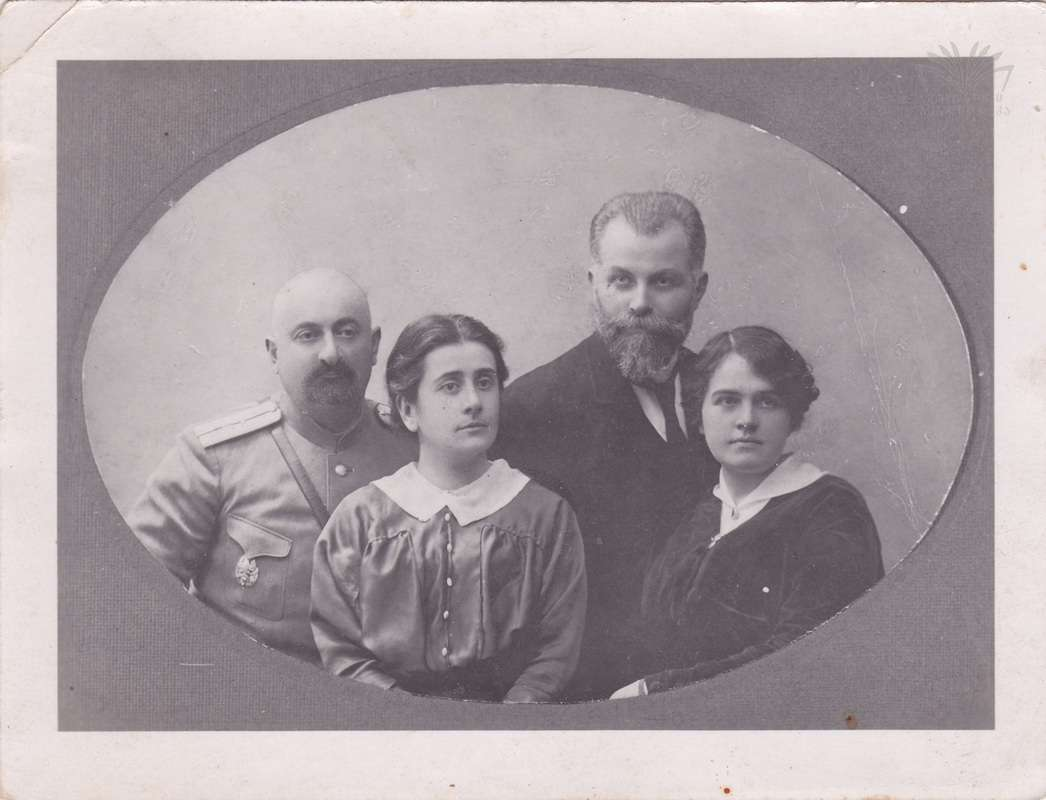
Сандро и Анета Диасамидзе и Вахтанг и Ванда Гамбашидзе

В 1911 году Георгий Зданович, Евгений Гегечкори и Николоз (Карло) Чхеидзе основали в Кутаиси масонскую ложу под названием "Кавказская", к которому после его основания присоединился Александр Диасамидзе, вместе с Петре Кипиани, Кита Абашидзе, Ясоном Бакрадзе и другими. Общество было построено на братстве, верности и усердии его членов, и его общими целями были внедрение в обществе принципов гуманности, терпимости, человеколюбия и почтительности. Параллельно с этими целями общество стремилось объединить полезных для страны людей и оказывать прямое или косвенное влияние на процессы, происходящие в стране.

### Публицистическая деятельность
Александр Диасамидзе был редактором ежедневной газеты «Шрома» с апреля по май 1906 года. Примечательно, что газета была запрещена по распоряжению правительства, что указывает на его радикальные политические взгляды. Он также активно сотрудничал с газетой «Иверия», где публиковал статьи. Александр Диасамидзе является автором медицинских и художественных произведений, что свидетельствует о его разностороннем образовании и интересах. Его произведения печатались в журнале «Квали». Одно из его произведений, «Удивительное дело», было опубликовано под псевдонимом «Брилели». Александр Диасамидзе участвовал в создании нелегальной типографии.

### Деятельность в эмиграции
С ноября 1921 года находится в Константинополе, где вместе с женой Анетой Диасамидзе служит в «Красном Кресте», помогая грузинским беженцам. С 1924 года живёт в Париже. В течение 19 лет, трижды подряд, избирался председателем Грузинского общества во Франции (на этом посту сменил Георгия Журули). Во время Второй мировой войны возглавлял организацию по защите военнопленных — «Грузинский национальный комитет».

## Медицинская деятельность
Коллектив Вен-института
В 1905 году основал тайную врачебную организацию для революционеров, скрывавшихся от правительства. В 1910 году принимал дермато-венерологических пациентов в частной лечебнице на вокзале. В этот период он проявлял большой интерес к политическим вопросам, что не осталось незамеченным полицией. Он был арестован и административно выслан из Закавказья.
В 1910 году был приговорен к административной высылке с территории Закавказья. После возвращения в Грузию работал в больницах Квемо Мачхаани и Тианети. В 1906-1922 годах был ответственным лицом и заведующим венерологическим отделением Тбилисской железнодорожной больницы; как член Кавказского медицинского общества руководил переводом и изданием различных популярных книг и брошюр, читал лекции, участвовал в создании Народного университета, обществ по распространению грамотности и драматического;
В 1914 году, после возвращения из ссылки, занялся частной практикой и, будучи ординатором Тбилисской железнодорожной больницы, венеролог Александр Николозович Диасамидзе принимал пациентов на улице Московской, №4.
С 1923 года работал главным врачом 3-й женской больницы. В 1928 году, когда 3-я женская больница была преобразована в Вен-институт, был назначен заместителем директора и заведующим диспансером этого же института. Одновременно в течение четырех лет читал лекции в первом медтехникуме. Активно участвовал в конференциях венерологов и дерматологов всей Грузии.

## Военная служба
Александр Диасамидзе был призван на военную службу в 1914 году, с началом Первой мировой войны. На войне служил врачом и начальником эвакуационного пункта. В августе 1915 года был ранен на войне и проходил лечение в лазарете Красного Креста в Москве. За проявленную храбрость был награжден боевым орденом. В послереволюционный период солдаты избрали его председателем полкового революционного комитета.

## Выход на пенсию и смерть

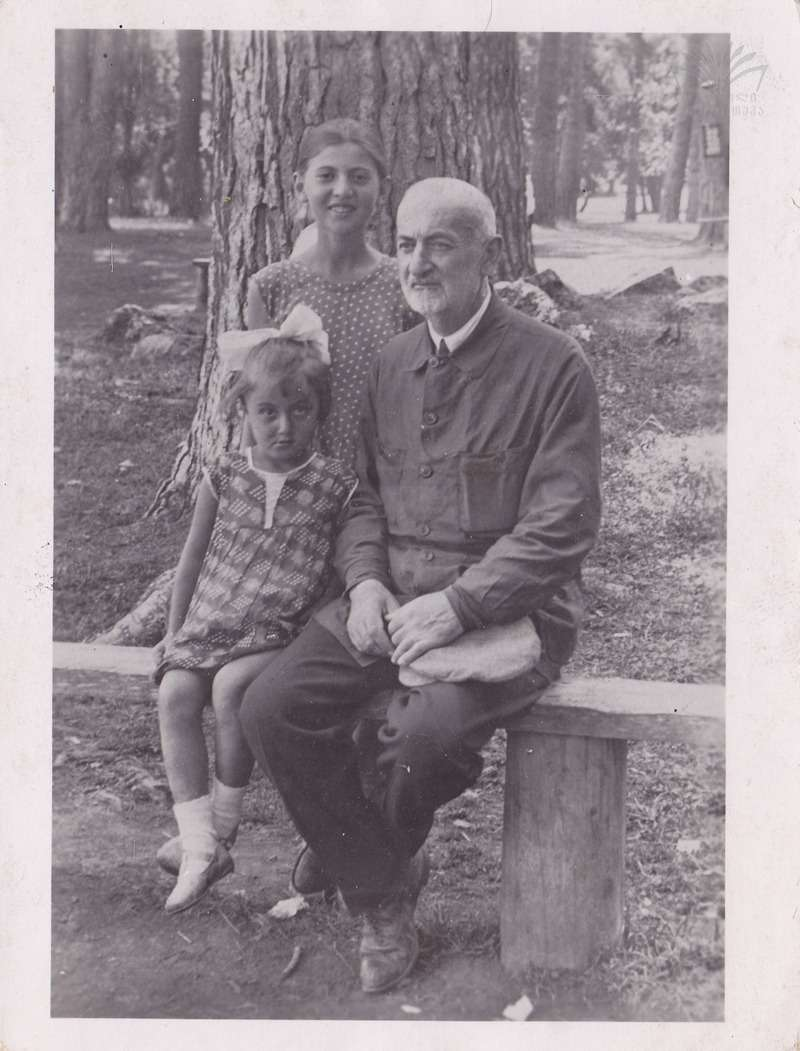
Сандро Диасамидзе с внуками

Александр Диасамидзе внес большой вклад в борьбу с венерическими заболеваниями в Грузии, за что в 1934 году постановлением правительства ему была назначена персональная пенсия. Александр Диасамидзе скончался в 1941 году. Похоронен в Тбилиси, на Кукийском кладбище.

## Ресурсы в интернете
Александр Диасамидзе - Биографический словарь (на грузинском языке)
Александр Диасамидзе — Просопографическая база Первой Республики Грузии (1918-1921) (Институт лингвистических исследований Государственного университета Ильи Чавчавадзе) (на грузинском языке)

## Сноски
1. 1 2 3 4 5 6  Просопография Грузии - личность Александр Диасамидзе (ID: 20922)]
2. ↑  Вахтанг Гурули, Новейшая история Грузии (1801-1918), издательство «Грузинский университет», Тбилиси 2019.
3. ↑  Илья Горгадзе, Нодар Гургенидзе, Илья Чавчавадзе. Хроника жизни и творчества, издательство «Мецниереба», 1987.
4. 1 2  Серков А.И. МАСОНСКАЯ ГРУЗИЯ: ЛЮДИ, ЛОЖИ, СИМВОЛЫ, МЕСТА. — Казань, 2024.
5. ↑  Б. И. Николаевский. Русские масоны и революция. М., 1990.
6. ↑  См. Диасамидзе, Гамбашидзе и другие. Цифровой фотоархив «Ивериели» — Грузины за рубежом. Национальная парламентская библиотека Грузии.
7. ↑  Просопография Грузии, ID факта: 69179
8. ↑  Газета "Театр и жизнь", Тифлис, 4 июля 1910 год.